# David Efambé
David Efambé, (Brazaville, 5 de mayo de 2001) es un jugador de baloncesto congoleño. Con 2.01 de estatura, su puesto natural en la cancha es la de ala-pívot. Actualmente juega para Club Baloncesto Ciudad de Ponferrada de la Segunda FEB.

## Trayectoria
Efambé llega en 2016 a Manresa gracias al acuerdo con la fundación de Serge Ibaka, donde jugaría con el equipo manresano durante varias temporadas en categoría junior.
El 16 de diciembre de 2018 debuta con ICL Manresa en liga ACB, tras disputar 19 segundos en el encuentro en el Nou Congost frente al Tecnyconta Zaragoza en una victoria por 94 a 73.
En la temporada 2019-20, Efambé formó parte de la UE Barberà (vinculado del ICL Manresa) de Liga EBA, en el que disputó 15 partidos con una media de 17,37 minutos, 7,1 puntos, 6,1 rebotes y 7,6 de valoración.
El 1 de septiembre de 2020, se compromete con el Club Basquet Pardinyes de Liga LEB Plata.
El 5 de enero de 2022, firma por La Unión de Formosa de la Liga Nacional de Básquet argentina.
En la temporada 2024-25, firma por el Damex Udea Algeciras de la Segunda FEB.
En la temporada 2025-26, firma por el Club Baloncesto Ciudad de Ponferrada de la Segunda FEB.

## Clubes
- Bàsquet Manresa (2018-2020)
- Unió Esportiva Barberà (2019-2020)
- Club Basquet Pardinyes (2020-2022)
- La Unión de Formosa (2022-2024)
- Damex Udea Algeciras (2024-2025)
- Club Baloncesto Ciudad de Ponferrada (2025-actualidad)